# كريستوفر برينان (كاتب)
كريستوفر برينان (بالإنجليزية: Christopher Brennan)‏ هو كاتب وشاعر أسترالي، ولد في 1 نوفمبر 1870 في سيدني في أستراليا، وتوفي بنفس المكان في 5 أكتوبر 1932 بسبب سرطان.

## وصلات خارجية
- كريستوفر برينان على موقع الموسوعة البريطانية (الإنجليزية)
- كريستوفر برينان على موقع ميوزك برينز (الإنجليزية)